# پرتغال و جنگ ایران و عراق
مشارکت پرتغال در جنگ ایران و عراق شامل تأمین جنگ‌افزارهای ساخت پرتغال به ایران و عراق و ایفای نقش در ماجرای ایران-کنترا است. از سال ۱۹۸۱ تا ۱۹۸۶، ۷۵ درصد از صادرات تسلیحات پرتغال (۳۵٫۷ میلیارد اسکودو) به خاورمیانه می‌رفت که بیشتر آن به‌طور مستقیم یا غیرمستقیم به ایران یا عراق می‌رسید.

## شرح
در ۱۲ نوامبر ۱۹۸۰، بیانیهٔ مشترک وزارت دفاع و امور خارجهٔ پرتغال که به تحریم وضع‌شده توسط ایالات متحده ملحق شد، اعلام کرد که پرتغال به ایران سلاح نمی‌فروشد یا ارسال نمی‌کند. در ۴ دسامبر ۱۹۸۰ در سانحهٔ هوایی کامارات، یک هواپیمای خصوصی کوچک حامل فرانسیسکو د سا کارنیرو نخست‌وزیر پرتغال و آدلینو آمارو دا کوستا وزیر دفاع در کامارات لیسبون سقوط کرد. تحقیقات اولیه به این نتیجه رسید که این حادثه یک تصادف بوده‌است، اما تحقیقات بعدی پارلمان شواهدی از وجود بمب در زیر کابین خلبان پیدا کرد. در سال ۲۰۰۴، هشتمین تحقیق پارلمانی در مورد این ماجرا، به سرپرستی نونو ملو، در گزارش نهایی به اتفاق آرا به این نتیجه رسید که این حادثه توسط یک وسیلهٔ انفجاری در هواپیما ایجاد شده‌است. ملو در سال ۲۰۱۳ به "استعلام X" برای بررسی نقش فروش جنگ‌افزار به ایران و صندوق "Fundo de Defesa do Ultramar" ارتش گفت که دا کوستا در ۲ دسامبر ۱۹۸۰ از ارتش در مورد فروش جنگ‌افزار به ایران سؤال کرده‌است. در ۵ دسامبر، یک روز پس از مرگ او، ارتش پرتغال دستوری صادر کرده بود که به‌طور غیرقانونی فروش جنگ‌افزار را تحت صلاحیت خود و نه وزارت دفاع اعلام کرده بود.
پرتغال با فروش ۳٫۵ میلیارد اسکودو در سال ۱۹۸۲ و ۶ میلیارد اسکودو در سال ۱۹۸۳ به یکی از تأمین‌کنندگان عمدهٔ تسلیحات به عراق تبدیل شد. با مشکلات فزایندهٔ عراق در پرداخت هزینهٔ جنگ‌افزارهای پرتغالی، در ۲۹ سپتامبر ۱۹۸۳، دولت ماریو سوارز به‌صورت مخفیانه اجازهٔ فروش جنگ‌افزار به ایران را صادر کرد. چند ماه بعد، رئیس‌جمهور پرتغال، آنتونیو رامالو ایانس، از اطلاع یافتن از حضور یک هواپیمای ایرانی حامل جنگ‌افزار در فرودگاه لیسبون ابراز شگفتی کرد. ترتیبات امنیتی حضور یک هواپیمای جامبو جت ایران ایر به گونه‌ای بود که دیپلمات‌های عراقی در لیسبون نیز از آن مطلع شده بودند. در سال ۱۹۸۴ پرتغال ۱٫۵ میلیارد اسکودو جنگ‌افزار به ایران فروخت و ایران به دومین مشتری بزرگ جنگ‌افزارهای پرتغالی پس از عراق تبدیل شد.

### ایران – کنترا
نشریهٔ پرتغالی اکسپرسو در ژانویهٔ ۱۹۸۷ فاش کرد که در فاصلهٔ سال‌های ۱۹۸۴ تا ۱۹۸۶، ۸٫۳ میلیون دلار جنگ‌افزار پرتغالی توسط مقامات آمریکایی درگیر در ماجرای ایران-کنترا به کنتراهای نیکاراگوئه تحویل داده شده‌است. این جنگ‌افزارها بالغ بر ۱٬۹۰۰ تُن اسلحه و مهمات، از جمله ۱٬۵۰۰ تُن مربوط به سال ۱۹۸۵ بودند. اکسپرسو گفت که پرتغال همچنین یک نقطهٔ ترانزیت برای ارسال جنگ‌افزارهای اسرائیل و بلوک شرق به مقصد کنتراها بوده‌است و ۱۵ پرواز حمل جنگ‌افزار از اسرائیل از طریق فرودگاه لیسبون را شناسایی کرده‌است.
در نوامبر ۱۹۸۵، تلاش برای ارسال موشک‌های هاوک با منشأ اسرائیل به ایران از طریق پرتغال، پس از برخاستن هواپیمای حامل آن‌ها، شکست خورد و هواپیما مجبور به بازگشت شد. نیویورک تایمز در ژانویهٔ ۱۹۸۷ نوشت که «یکی از مقامات ارشد دولت، اخیراً گفته‌است که پرتغال به‌عنوان نقطهٔ اصلی انتقال جنگ‌افزار به کنتراها فعالیت و همکاری کرده‌است.»